# Стейнґрімюр Йоунссон
Стейнґрімюр Йоунссон (ісл. Steingrímur Jónsson; 14 травня 1769, Рейк'явік — 14 червня 1845, Рейк'явік) — ісландський прелат і політик, єпископ Ісландії з 1824 до 1845 рік.

## Біографія
Стейнґрімюр Йоунссон народився 14 травня 1769 року на півдні Ісландії. Закінчив школу при єпархії в Скальгольті, а потім навчався в Рейк'явіку до 1788 року, після цього служив у Рейк'явіку секретарем при єпископі Скальгольта Ганнесі Фінссоні до 1796 року. У 1800 році вступив на богословський факультет Копенгагенського університету, який закінчив у 1803 році з чудовою оцінкою. Висвячений влітку 1803 року та призначений парафіяльним священником на південь Ісландії.
У 1806 році Стейнґрімюр одружився з Вальґердюр Йоунсдоуттір (ісл. Valgerður Jónsdóttir), вдовою єпископа Ганнеса, з якою він познайомився під час роботи у нього секретарем. Вальґердюр була молодшою за свого першого чоловіка на 32 роки та після його смерті у 1796 році вона стала однією з найбагатших, якщо не найбагатшою, жінкою в країні. Їй належали землі на півдні та заході Ісландії, включно з землями єпархії Скаульгольта, маєток Утглід у Біскуптунгюр, острів Ейнгей у Кодла-фьорді та маєток на Лейґарнес, який на той час знаходилися значно за межами Рейк'явіка. Вона володіла безліччю суден і двома корабельнями у Гріндавіку та Торлаксгьопні. Вальґердюр колекціонувала старі книги та рукописи, які згодом лягли в основу колекції її другого чоловіка, єпископа Стейнґрімюра.

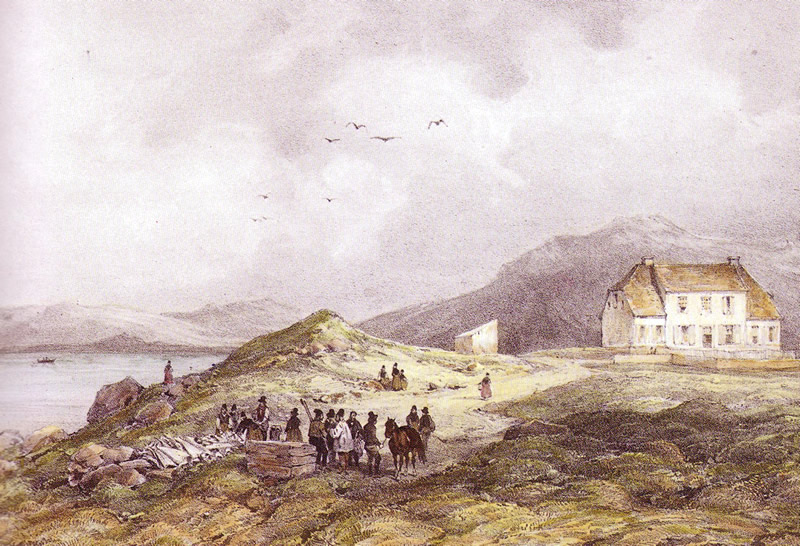
Резиденція єпископа Стейнґрімюра на Лейгарнесі у 1836 році

У лютому 1810 року Стейнґрімюр став пробстом у церковному окрузі в Одді, у 1812 році пробстом в окрузі Раунґауртінг. Після того, як перший єпископ Ісландії Гейр Відалін помер 20 вересня 1823 року, король Данії вибрав Стейнґрімюра новим єпископом 12 травня 1824 року, а 26 грудня 1824 року єпископ Фрідріх Мюнтер висвятив його в сан єпископа. У травні 1825 року єпископ Стейнґрімюр повернувся до Ісландії та розпочав виконання своїх обов'язків. Насамперед він переніс резиденцію єпископа в маєток його дружини Вальґердюр на Лейґарнес і збудував там кам'яний будинок, так звану Лейґарнесстову (букв. «Канцелярія на Лейґарнесі»). Згодом король викупив у нього цей маєток, щоб зробити постійну резиденцію ісландських єпископів.
Стейнґрімюр багато писав про історію Ісландії та генеалогії (вважався найкращим фахівцем з ісландської генеалогії на той час), займався пошуками старовинних рукописів і книг, значно поповнивши та розширивши колекцію своєї дружини. Після його смерті зібрання рукописів, загалом 393 томи, його вдова та нащадки виставили на продаж. Король підписав офіційний дозвіл на покупку колекції 5 червня 1846 року, і цей день вважається датою заснування Зібрання рукописів Національної бібліотеки Ісландії. Відомо, що у 1837 році він попросив у короля повернути з данських архівів всі ісландські рукописи або їхні копії, які Адні Магнуссон запозичив на два століття в Ісландії, але не повернув. Попри прохання єпископа, документи так і не повернули.
Він помер 14 червня 1845 року. Після церемонії прощання у будинку Стейнґрімюр його тіло перевезли з Лейґарнеса в Рейк'явік на катері французького військового корабля, який пришвартувався у гавані Рейк'явіка. Франція надала Стейнґрімюру таку честь, тому що роком раніше він став кавалером Великого хреста французького ордена Почесного легіону. Похорон Стейнґрімюра вважається одним із найпрекрасніших, коли-небудь бачених у Рейк'явіку у той час.
Після його смерті, 25 вересня 1845 року новим єпископом Ісландії обрали Гельґі Тордерсена.